# Oxandra weberbaueri
Oxandra weberbaueri là loài thực vật có hoa thuộc họ Na. Loài này được Diels mô tả khoa học đầu tiên.